# Dimitri Botzaris
Dimitri Botzaris, son till Markos Botzaris, född 1813, död 1871, var grekisk officer och tre gånger krigsminister under kungarna Otto I av Grekland och Georg I av Grekland.